# Daniel Vittini
Pour les articles homonymes, voir Vittini.
Daniel Vittini (mort le 3 juillet 2008, à Poggio-di-Venaco en Haute-Corse) est un membre supposé du gang de la Brise de mer.

## Parcours
Ancien responsable du marketing dans la société de vente de vins et de produits agricoles Corte Distribution dont il était l'ancien cogérant, il est cité dans plusieurs gros dossiers de banditisme.  
Dans les années 1980, il participe à l'installation de machines à sous illégales en Haute-Corse. Il fait plusieurs années de détention préventive. En 1988, il apparaît devant la cour d'assises des Hauts-de-Seine dans une affaire de cambriolage du Crédit Commercial de Neuilly, mais est acquitté. En décembre 2000, il fait l'objet d'une enquête sur un réseau de machines à sous dans les bars de Corse et dans la région du sud de la France, accusé de blanchiment. Plus tard, il est également mis en examen dans l'enquête sur l'assassinat de Nicolas Montigny. 

## Assassinat
Il est assassiné le 3 juillet 2008 à l'age de 56 ans, à Poggio-di-Venaco en Haute-Corse, deux mois après l'exécution de Richard Casanova, un des membres fondateurs du gang de la Brise de mer. Atteint de plusieurs projectiles à la nuque dans un probable guet-apens, Daniel Vittini est découvert mort non loin de Poggiu di Venacu, au pied d'une voiture appartenant à une société dont il était le gérant. 

## Famille
Un de ses fils, Alexandre Vittini, a été jugé avec Francis Mariani au printemps 2008 pour l'assassinat de Nicolas Montigny, membre d'Armata Corsa, et a été acquitté. 
Alexandre Vittini reste impliqué dans le dossier du braquage d'un fourgon de la société Valliance à Toulouse. 
Vincent Bernal-Vittini, le cadet de la famille, a été libéré de la maison d'arrêt de Toulouse où il venait d'effectuer une peine de 7 années de détention pour des violences volontaires avec arme ayant entraîné la mort sans intention de la donner. Il a également été poursuivi, malgré son jeune âge, dans plusieurs affaires de vols à main armée et de casses dit "bélier" dans le grand sud.